# Musée bruxellois de l'industrie et du travail
Pour les articles homonymes, voir La Fonderie.

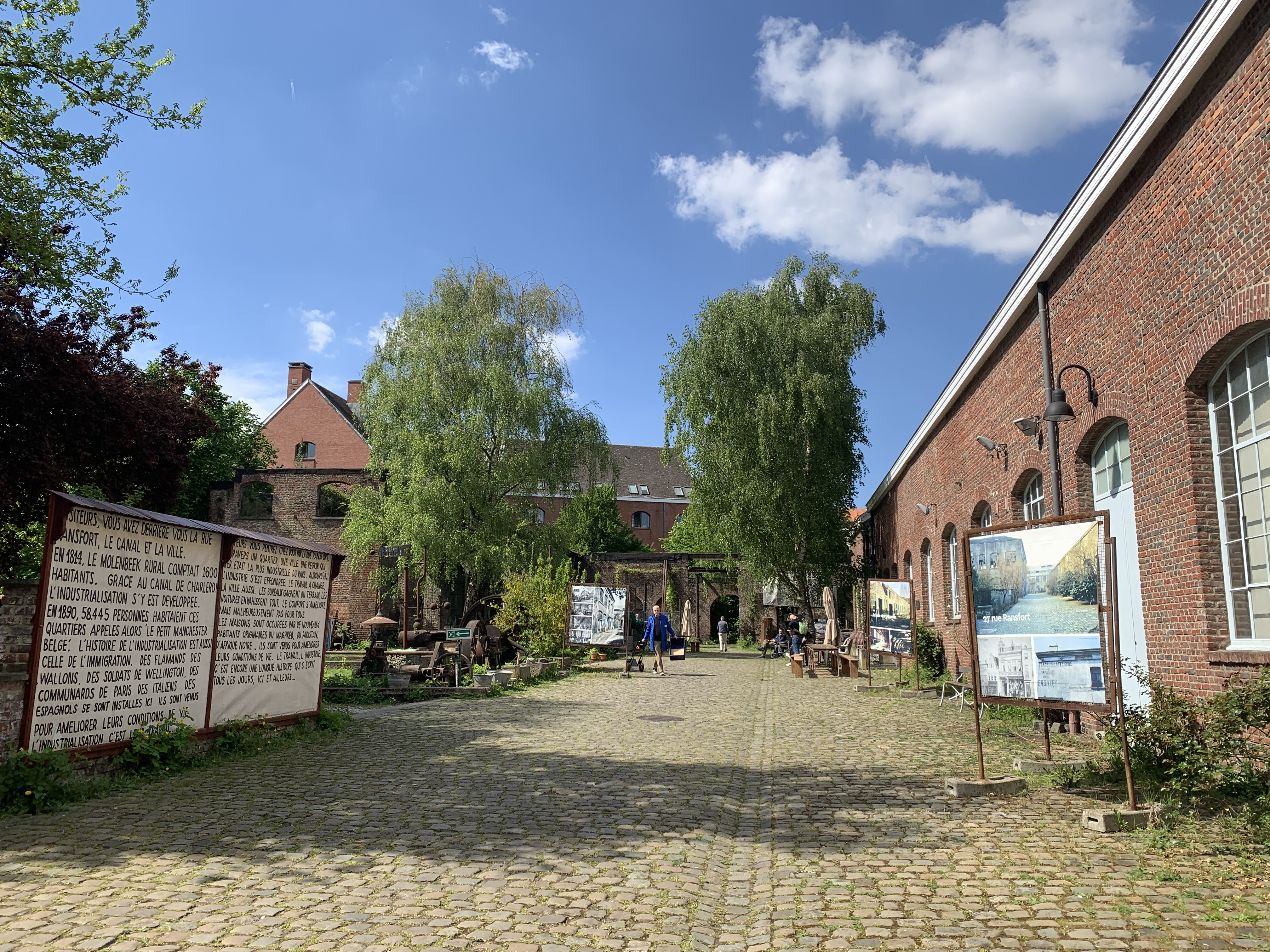
Cour de l'ancienne fonderie

Le Musée bruxellois de l'industrie et du travail, installé à Molenbeek-Saint-Jean (Bruxelles) dans un quartier au passé fortement marqué par l’industrialisation, propose une approche originale de l’histoire du travail en Région de Bruxelles-Capitale.
Les bâtiments étaient les ateliers d’une importante fonderie, la Compagnie des Bronzes de Bruxelles.
Le Musée de La Fonderie conserve d’importantes collections de machines et d’outillages et d’importantes archives sur différents supports. Il ne présente pas d’expositions permanentes, mais des expositions temporaires.
Il est l’émanation de La Fonderie - Centre d’Histoire Économique et Sociale de la Région Bruxelloise, qui propose un centre de documentation et de recherche, des publications, ainsi que des parcours découvertes urbains et portuaires de l’histoire industrielle de Bruxelles.

## La Compagnie des Bronzes
La fondation de la compagnie des bronzes spécialisée dans le travail des métaux non ferreux créée le 6 juillet 1854. À l’origine, il s’agit d’une petite société familiale en commandite, Corman et Cie.
En 1859, elle se mue en Société Anonyme sous le nom de « Compagnie pour la fabrication du Zinc et du Bronze et des appareils d’éclairage », commercialement la Cie des Bronzes de Bruxelles.
C'est en 1862 qu'elle installe une partie de ses ateliers rue Ransfort à Molenbeek, à proximité du canal de Charleroi en activité depuis 1832. Spécialisée à l'origine dans la fabrication et le placement d'appareils d'éclairage public, elle s'oriente à partir de 1870 vers la fonte d'œuvres d'art et de bronzes monumentaux. Cette dernière activité lui permet d'acquérir une réputation internationale, certaines de ses réalisations se retrouvent dans le monde entier. De nombreux monuments bruxellois importants sortent de ses ateliers, on lui doit entre autres, la fonte des statues du Petit Sablon, des statues équestres de Léopold II (place du Trône) et d’Albert Ier (Mont des Arts), des portes monumentales du Palais de Justice ou le monument d’Éverard t'Serclaes près de la Grand-Place.
À partir des années 1950, les commandes commencent à se faire rare, la gestion est catastrophique. La compagnie réduit peu à peu ses activités, jusqu’au jour de la dernière coulée en 1977 et la mise en faillite complète deux ans plus tard. Le site est acquis par une brasserie pour être rasé et devrait devenir une bouteillerie.

## La Fonderie asbl
Guido Vanderhulst, sociologue et habitant regroupe quelques habitants de Molenbeek. Ce groupe s’associe alors des historiens, des architectes et des militants syndicaux pour créer un lieu de valorisation de l'histoire industrielle et sociale de la région bruxelloise en commençant par sauvegarder l'emblématique ancienne fonderie et ses ateliers. L'association de développement de quartier et d'éducation permanente  "La Rue" fondée en 1976, lance le Projet fonderie du vieux Molenbeek pour revitaliser les vieux quartiers industriels et obtenir le site pour réaliser le projet d'histoire.  Après avoir obtenu du Ministre Philippe Moureaux l’acquisition du site par le ministère de la Culture de la Communauté française  en 1982, le groupe constitue l’association sans but lucratif La Fonderie, chargée entre autres de l’aménagement d’un musée de l’histoire sociale et industrielle de la Région de Bruxelles-Capitale.
Outre le musée, la Fonderie a accompli un important travail de récolte et de conservation d’objets et d’outillages, ainsi que de témoignages, documents, photographies et ouvrages relatifs à l’histoire du patrimoine industriel, du logement, du syndicalisme et de l’urbanisation de la ville, accessibles dans son centre de documentation. L’association a joué un rôle important dans la préservation du site de Tour et Taxis.

### Les parcours deLa Fonderie

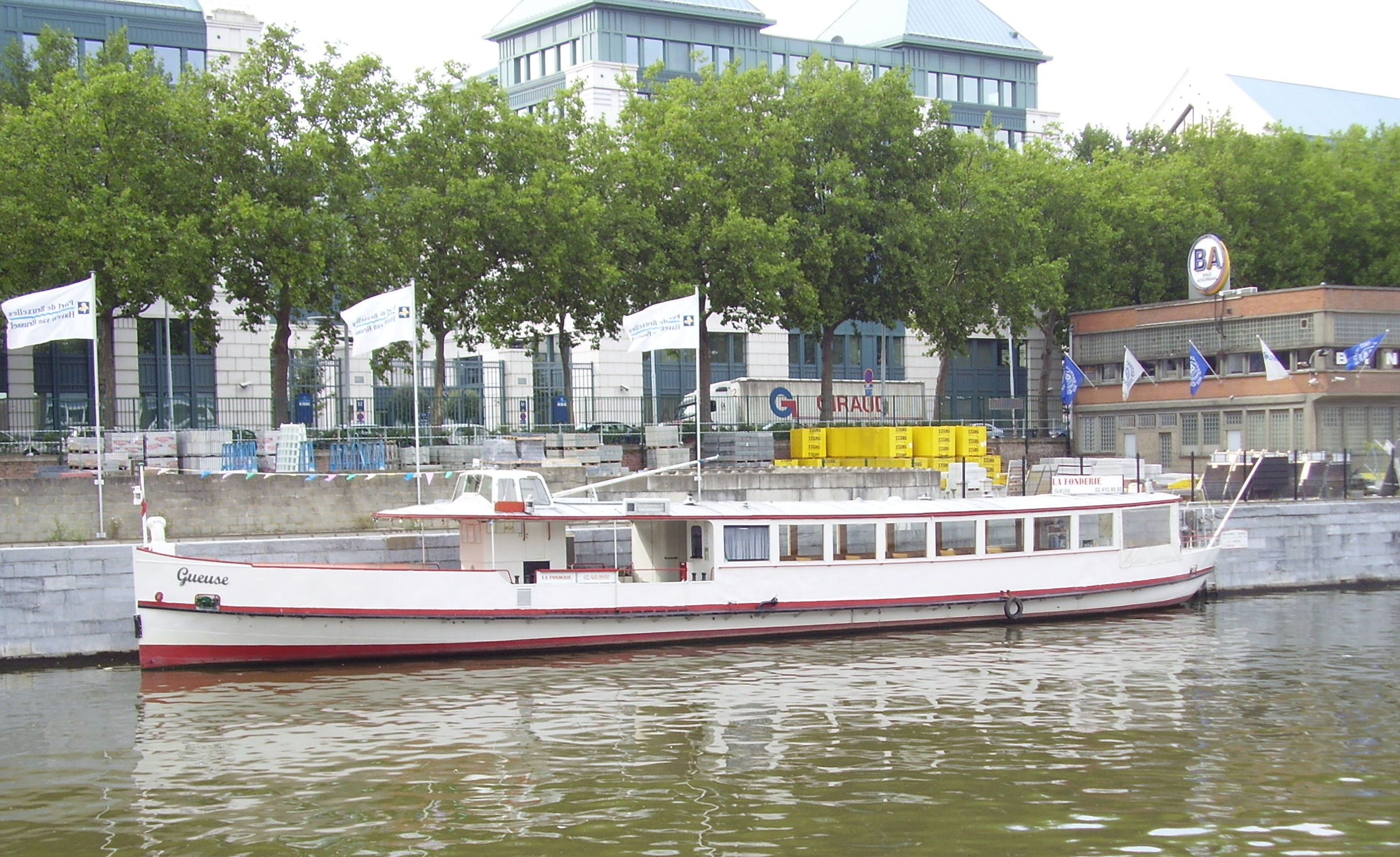
La Gueuse amarrée quai des matériaux

Parmi ses activités, La Fonderie propose une série de parcours guidés pédestres à travers différents quartiers de Bruxelles-ville et de Molenbeek-Saint-Jean, axés sur la découverte de l’évolution sociale et architecturale de la ville du point de vue des activités commerciale, sociale et industrielle.
Le bateau, la Gueuse permettait la visite des différents bassins du port de Bruxelles et de ses canaux, le canal de Charleroi au sud et le canal de Willebroeck au nord. La Fonderie n'organise plus de visites bateau depuis 2018.

## Publications
Le centre publie une revue semestrielle, Les cahiers de la Fonderie ainsi que des dossiers thématiques.